# ريتشارد ريان
ريتشارد ريان (بالإنجليزية: Richard Ryan)‏ هو عسكري أمريكي، ولد في 1851 في كونيتيكت في الولايات المتحدة، وتوفي في 1933 في جزيرة ستاتن في الولايات المتحدة.